# Lydia Velejeva
Lydia Velejeva (née à Kiev, le 2 octobre 1966) est une actrice et femme politique russe. Elle est l'épouse de l'acteur Alexeï Gouskov.